# ASHG Scientific Achievement Award
Der ASHG Scientific Achievement Award (bis 2022 Curt Stern Award) ist eine wissenschaftliche Auszeichnung der American Society of Human Genetics (ASHG) und wird seit 2001 jährlich vergeben.
Der Preisträger erhält neben einer Medaille ein Preisgeld von 10.000 US-Dollar (Stand 2023) und wird auf dem Jahrestreffen der ASHG vorgestellt. Der ASHG Scientific Achievement Award ehrt herausragende wissenschaftliche Leistungen auf dem Gebiet der Humangenetik der vorangegangenen 10 Jahre.
Der ursprüngliche Name des Preises soll an Curt Stern (1902–1981) erinnern, einen deutsch-amerikanischen Genetiker.

## Preisträger
- 2001 Daniel Pinkel, Joe W. Gray
- 2002 James Lupski
- 2003 David Page
- 2004 Neil J. Risch
- 2005 Patrick O. Brown
- 2006 Hal Dietz
- 2007 Jeffrey Murray
- 2008 Evan Eichler
- 2009 David H. Haussler, James Kent
- 2010 Vivian G. Cheung
- 2011 David Altshuler
- 2012 Jay Shendure
- 2013 John V. Moran
- 2014 Gonçalo R. Abecasis, Mark J. Daly
- 2015 Leonid Kruglyak
- 2016 Brendan Lee
- 2017 Nicholas Katsanis
- 2018 Sekar Kathiresan
- 2019 Charles Rotimi, Sarah Tishkoff
- 2020 Fowzan S. Alkuraya
- 2021 Emmanouil Dermitzakis
- 2022 Heidi Rehm
- 2023 Molly Przeworski
- 2024 Nadav Ahituv[1]
- 2025 Mike Talkowski[2]